# Дубіч Олександр Вячеславович
Олександр Вячеславович Дубіч — молодший сержант Збройних сил України, учасник російсько-української війни, що відзначився під час російського вторгнення в Україну в 2022 році.

## Нагороди
- орден «За мужність» III ступеня (2022) — за особисту мужність і самовіддані дії, виявлені у захисті державного суверенітету та територіальної цілісності України, вірність військовій присязі.
- Медаль «Захиснику Вітчизни» (2022) - державна нагорода України для нагородження ветеранів війни, членів сімей загиблих (померлих) ветеранів війни, членів сімей загиблих (померлих) Захисників і Захисниць України, осіб, які брали участь у визволенні України від фашистських загарбників, та інших громадян України за виявлені у захисті державних інтересів особисті мужність і відвагу, зміцнення обороноздатності та безпеки України.